# Prix Pouchard
Le prix Pouchard est un ancien prix de littérature « employé dans l’intérêt des Lettres » et décerné par l’Académie française de 1941 à 1983.

## Liste des lauréats
- 1941 : François Veuillot[2]
- 1952 :
  - Louis Gardet, pour son étude La Pensée religieuse d'Avicenne
  - Amélie-Marie Goichon, pour l'édition traduite du Livre des directives et remarques d'Avicenne
- 1953[3]:
  - Jacques Augarde pour Tabor
  - Jacques Caillé pour Charles Jagerschmidt
  - Roger de Fleurieu (1873-1957) pour Joseph Caillaux
  - Jean-Marie Janot  pour  Les Moulins à papier de la région vosgienne
  - Jules Laroche pour La Pologne de Piłsudski
  - Alberic Neton pour Théophile Delcassé
- 1958 : Jacques de Broglie pour Le Vainqueur de Bergen et le Secret du Roi[4]
- 1959[5]: 
  - René Sédillot pour Histoire des colonisations
  - Philippe Wolff pour Histoire de Toulouse
- 1977 : Mme Dagmar Galin pour Les Aventures d'un chien perdu[6]
- 1978 : Évelyne Lempereur pour Randonnées à bicyclette en Île de France[7]
- 1980 : Samivel pour Le Grand Oisans sauvage[8]
- 1982 : Annette Colin-Simard pour Les Apparitions de la Vierge, leur histoire[9]
- 1983 : Clive Lamming pour Les Jouets anciens[10]